# West Loch Estate
West Loch Estate – jednostka osadnicza w Stanach Zjednoczonych, w stanie Hawaje, na wyspie Oʻahu, w hrabstwie Honolulu.